# Adikaratti
Adikaratti é uma panchayat (vila) no distrito de The Nilgiris , no estado indiano de Tamil Nadu.

## Demografia
Segundo o censo de 2001,  Adikaratti  tinha uma população de 15,996 habitantes. Os indivíduos do sexo masculino constituem 48% da população e os do sexo feminino 52%. Adikaratti tem uma taxa de literacia de 72%, superior à média nacional de 59.5%; com 54% para o sexo masculino e 46% para o sexo feminino. 9% da população está abaixo dos 6 anos de idade.